# Cyrus Atabay

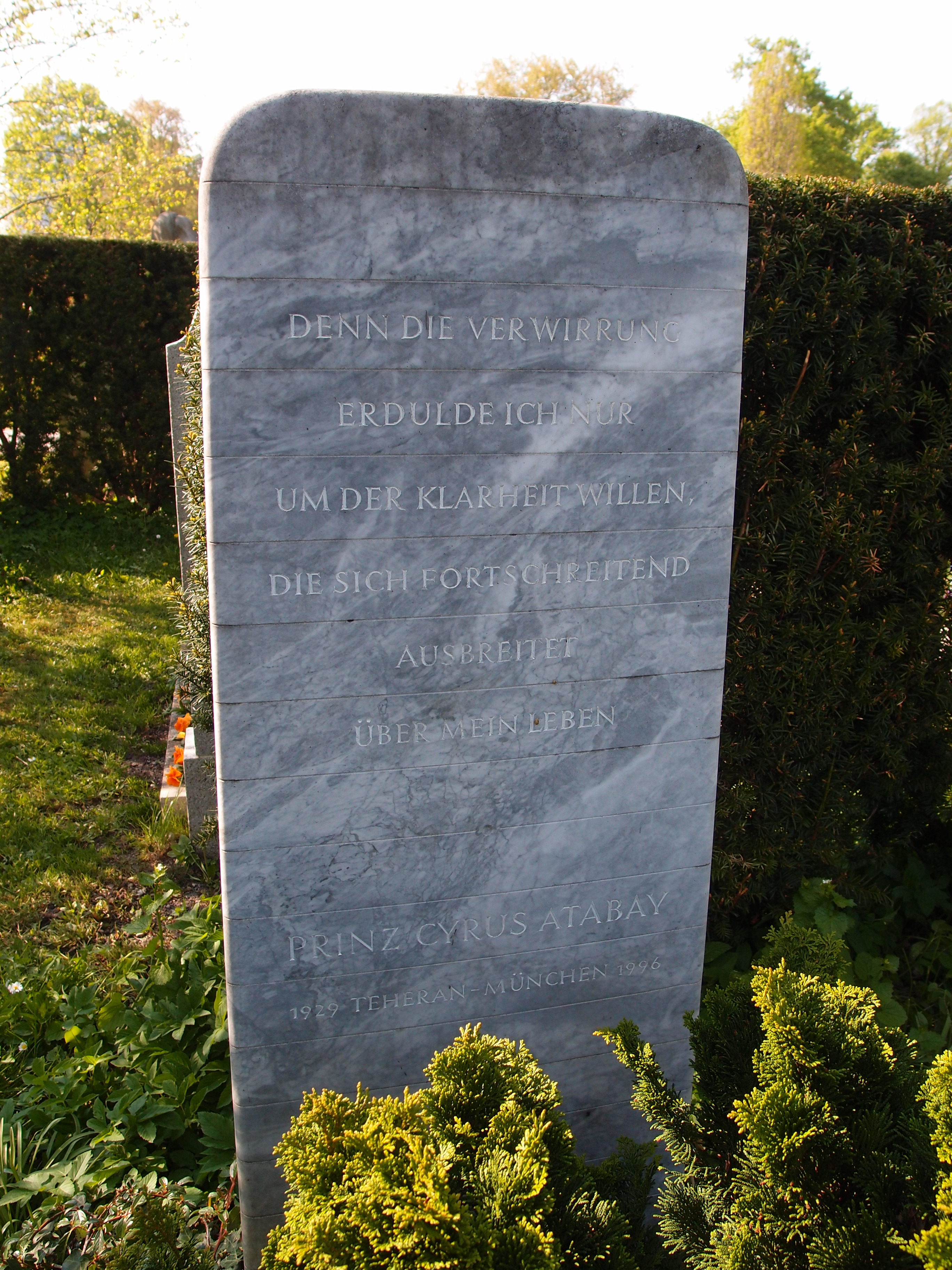
Grobowiec pisarza na Cmentarzu Północnym w Monachium

Cyrus Atabay (ur. 6 września 1929 w Teheranie, zm. 26 stycznia 1996 w Monachium) – irańsko-niemiecki pisarz, tworzący w języku niemieckim.

## Wyróżnienia
- 1957: Hugo-Jacobi-Preis
- 1983: członek zwyczajny Bawarskiej Akademii Sztuk Pięknych
- 1990: Adelbert-von-Chamisso-Preis

## Twórczość

### Poezja i proza
- 1956: Einige Schatten. Gedichte (wspólnie z Peterem Miegiem: Mit Nacht und Nacht, 1962)
- 1958: An- und Abflüge. Gedichte
- 1960: Meditation am Webstuhl. Neue Gedichte
- 1964: Gegenüber der Sonne. Gedichte und kleine Prosa
- 1968: Gesänge von morgen
- 1969: Doppelte Wahrheit. Gedichte und Prosa
- 1971: Die Worte der Ameisen. Persische Weisheiten
- 1974: An diesem Tage lasen wir keine Zeile mehr. Gedichte
- 1977: Das Auftauchen an einem anderen Ort. Gedichte
- 1981: Die Leidenschaft der Neugierde. Neue Gedichte
- 1983: Stadtplan von Samarkand. Porträts, Skizzen, Gedichte
- 1983: Salut den Tieren. Ein Bestiarium
- 1985: Prosperos Tagebuch. Gedichte
- 1986: Die Linien des Lebens. Gedichte
- 1990: Puschkiniana. Gedichte
- 1991: Gedichte
- 1992: Leise Revolten. Kleine Prosa aus drei Jahrzehnten
- 1994: Die Wege des Leichtsinns. Zerstreutes äolisches Material. Gedichte

### Tłumaczenie z języka perskiego
- 1993: Hafis, Liebesgedichte
- 1993: Abu l-'Ala al-Ma'arri, Die Notwendigkeit des Unnützen
- 1996: Dschalal ad-Din ar-Rumi, Ich sprach zur Nacht
- 1997: Dschalal ad-Din ar-Rumi: Die Sonne von Tabriz